# Aül
|  | Per a altres significats, vegeu «Principat d'Aul». |

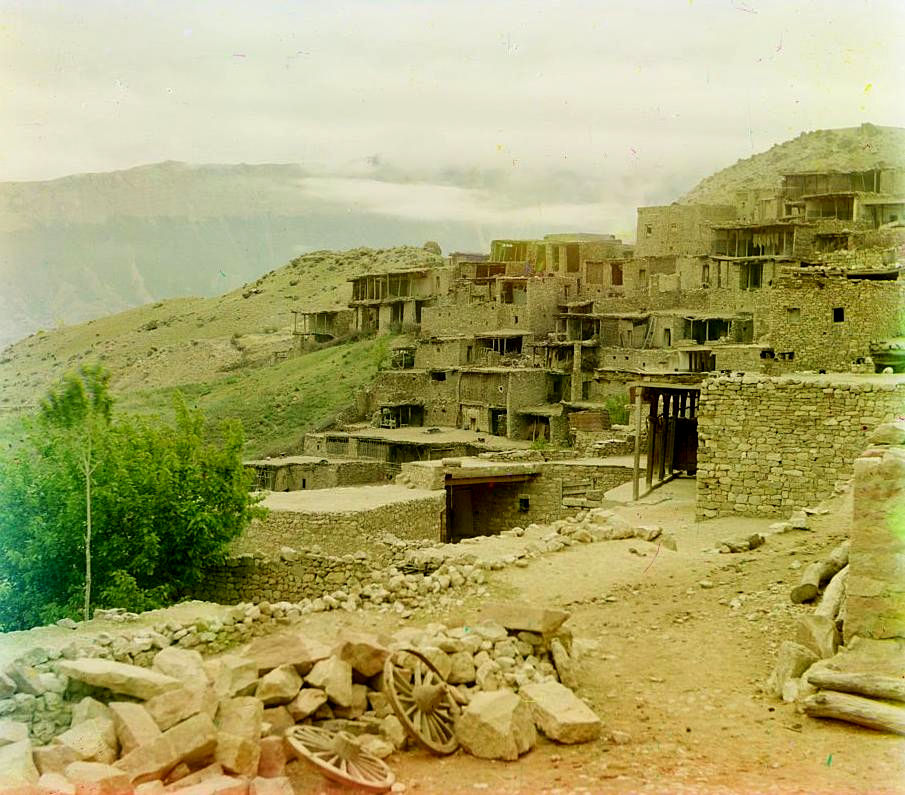
Exemple d'aüls al Daguestan fotografiats per Prokudin-Gorski entre el 1905 i el 1915

Un aül (del rus аул) és un tipus de vila fortificada que es troba sovint a les muntanyes del Caucas, especialment al Daguestan. Construïts generalment amb pedra, a cares de carenes o contra penya-segats, per protegir-se d'atacs per sorpresa. Les cases eren normalment de dos estatges ben alts, i se'ls escalonava per fer virtualment l'accés dels enemics. Les cases solien estar encarades al sud per aprofitar el sol a l'hivern i protegir-se dels vents del nord. Per la seva naturalesa defensiva, els aüls sovint estaven situats lluny de terrenys cultivables i fonts d'aigua, de manera que calia fer treballs per al seu subministrament. Al segle xix, durant la invasió russa del Caucas, els aüls van esdevenir forts enclavaments de resistència.
Els aüls de Svanètia (Geòrgia) i les seves característiques torres medievals han estat reconeguts com a Patrimoni de la Humanitat.